# Ernst Stöhr

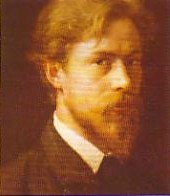
Ernst Stöhr, Selbstporträt (um 1886)

Ernst Stöhr (* 1. November 1860 in St. Pölten; † 17. Juni 1917 ebenda) war ein österreichischer Maler, Dichter und Musiker und Mitbegründer der Wiener Secession.

## Leben

### Kindheit und Jugend
Ernst Stöhr wird am 1. November 1860 als vierter von fünf Söhnen des Geigenbauers Karl Stöhr geboren. Er verlebt eine behütete Kindheit, die von der Liebe des Vaters zur Musik und von der Umsorgung durch die Mutter geprägt ist. Sein Onkel Ludwig Stöhr, Musiklehrer, Komponist und Leiter des St. Pöltner Musikvereins, wohnt ebenfalls im Hausverband. Mit ihm teilt Ernst Stöhr neben der Liebe zur Musik auch die enge Naturverbundenheit. Schon früh fällt die hohe musische Begabung Stöhrs auf, die sich sowohl auf Malerei, als auch auf Dichtkunst und Musik erstreckt. Stöhr zaudert, welche seiner Begabungen er ausbilden soll.
Er entscheidet sich für Malerei und beginnt 1877 ein Studium an der Kunstgewerbeschule in Wien. Stöhr ist aufgrund seiner breiten Bildung ein gern gesehener Gast in diversen Künstlerzirkeln und wird Mitglied des Hagenbundes. Doch die formalistische Ausbildung an der Kunstgewerbeschule stößt ihn ab. Er bricht 1879 ab und wechselt an die Akademie der Künste, wo er bei Carl Rudolf Huber und August Eisenmenger arbeitet. Doch auch hier kämpft Stöhr gegen den heroisch-romantischen Akademismus an und stößt sich an der kommerzialisierten Wiener Künstlerszene. Er verlässt 1887 die Akademie und reist viel zwischen St. Pölten, Melk und Wochein (Slowenien), wo seine Cousine Friederike „Fritzi“ Tirmann ein Hotel betreibt. Zwischendurch zieht er sich immer wieder in Abgeschiedenheit zurück. Finanzielle Nöte zwingen ihn zur Rückkehr nach Wien.

### Mitbegründung und Prägung der Wiener Secession

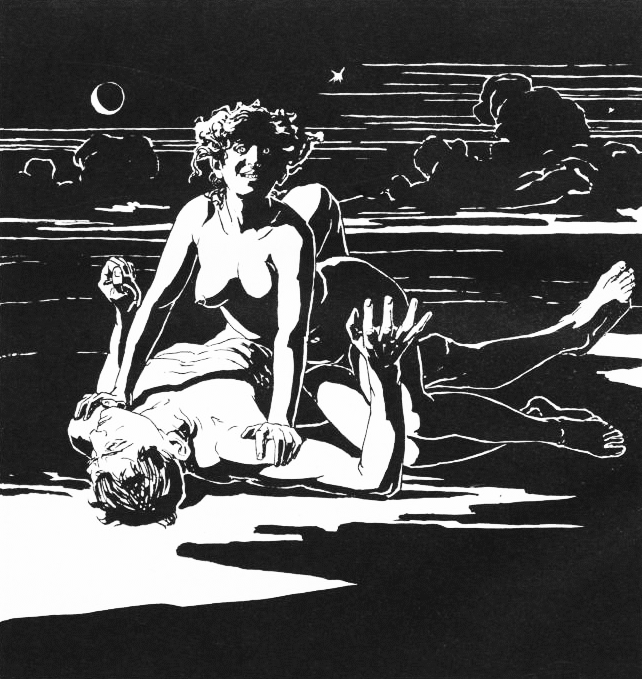
Stöhrs Vampir erschien als Teil seiner Zeichnungen und Gedichte 1899 in der Zeitschrift Ver Sacrum.

1895 organisiert Ernst Stöhr eine Ausstellung für Theodor von Hörmann, einen frühen Kritiker des Akademismus, die großes Aufsehen erregt. Ein Jahr später wird er Mitglied des Wiener Künstlerhauses und wird im selben Jahr für sein Bild Weihnachtsabend ausgezeichnet. Er zählt zum Kreis der „Jungen“ um Gustav Klimt, die aus der „Genossenschaft“ austreten und mit Koloman Moser, Carl Moll und 15 weiteren Künstlern 1897 die „Vereinigung Bildender Künstler“, die sog. Wiener Secession gründen. Stöhr hat durch eine Vielzahl programmatischer Schriften in Ver Sacrum maßgeblichen Anteil an dem sich bildenden Selbstverständnis der neuen Künstlergruppe und ist in dieser Zeit außerordentlich produktiv. Für seinen Bruder, den Arzt Hermann Stöhr, gestaltet er 1898 das Fassadenbild „Medizin“ an dessen Wohnhaus in St. Pölten. Er heiratet seine Cousine Friederike Tirmann und baut sich in der Nähe ihres Hotels am Wocheiner See ein Atelier. Eine eigene Druckerpresse gestattet ihm das Experimentieren mit diversen Drucktechniken. Das 12. Heft von Ver Sacrum ist ihm alleine gewidmet und wird von ihm gestaltet. Stöhr beteiligt sich intensiv an zahlreichen Ausstellungen der Vereinigung, so auch an der bedeutenden 14. Ausstellung der Secession 1902 (Beethovenausstellung), für deren Katalog er das Vorwort verfasst.

### Melancholie und Depression
Durch intensives Arbeiten bereits gesundheitlich angeschlagen, erleidet Stöhr 1902 einen ersten Schicksalsschlag, als sein von ihm verehrter Onkel Ludwig stirbt, den er zuvor lange gepflegt hat. 1904 eilt er erneut nach St. Pölten, da seine Mutter schwer erkrankt. Stöhr pflegt sie, ebenso wie seinen Vater 1909 aufopferungsvoll. Pflege und Verlust der geliebten Menschen stürzen Stöhr immer wieder in Trauerstimmung und Depressionen, die sich auch in seinen Bildern niederschlagen. Stöhr intensiviert seine Auseinandersetzung mit Religion und Philosophie. Sein „Christusbild“ erhält 1915 den Reichelpreis. Der Kriegseintritt Italiens macht Wochein zum Kriegsgebiet, was Stöhr in tiefe Depression versetzt. Er reist nach Wochein und schafft dort Bilder, die ausweglose Situationen zum Thema haben, wie Tod und Mädchen. 1917 wird er in die Heilanstalt Tulln gebracht, die ihn nach wenigen Wochen entlässt. Stöhr reist nach St. Pölten, spielt das 1912 von ihm selbst für sich komponierte Grablied und erhängt sich am 17. Juni in der Küche seines Elternhauses.

## Leistungen
Durch sein vielfältiges Schaffen als Dichter, ausgezeichneter Musiker und Maler kann man Stöhr als Pionier des secessionistischen Konzepts des Gesamtkunstwerks bezeichnen. Seine Landschaftsmalereien und Porträts sind teils dem Formenkanon des 19. Jahrhunderts verpflichtet, den er selbst bekämpft hat. Charakteristisch für Stöhrs Œuvre ist der Versuch, das Empfinden des Künstlers in seine Werke einzubringen. Fast all seinen Werken ist der symbolische Gehalt gemeinsam, die Stöhr zu einem Hauptvertreter des österreichischen Symbolismus machen. Die Auseinandersetzung mit vielen verschiedenen Stilen und Gestaltungsformen (Musikstücke, Gedichte, Dramen) machen Stöhr zum vielleicht universellsten Künstler der Wiener Secession. Seine Labilität hinderte ihn aber daran, all seine Visionen umzusetzen und führte dazu, dass er letztlich im Schatten der großen Künstlerpersönlichkeiten der Secession steht. In jüngster Zeit erwacht wieder ein stärkeres Interesse an Ernst Stöhr. So richtet das Stadtmuseum St. Pölten derzeit eine Abteilung ein, die sich ganz auf sein Werk konzentriert.
Der Nachlass von Ernst Stöhr befindet sich im Stadtmuseum St. Pölten; bedeutende Gemälde sind u. a. in der Österreichischen Galerie Belvedere, der Albertina (Wien) und im Wien Museum zu finden.

## Werke

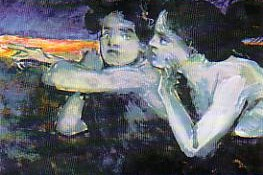
Gewissensqual, 1897
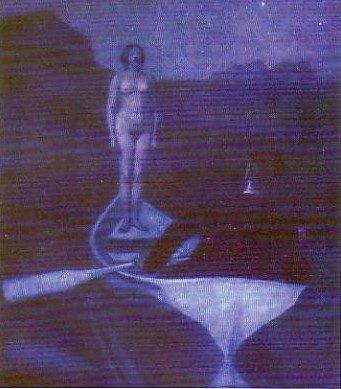
Das Weib, 1898
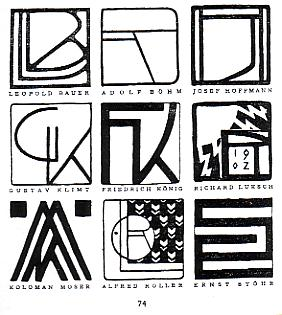
Aus dem Katalog der Beethovenausstellung mit stilisierten Künstlermonogrammen
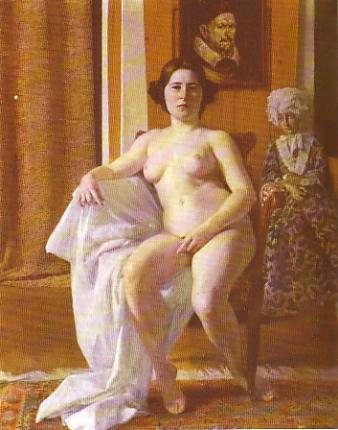
Mitzi, 1907